# احمدیه

میرزا غلام احمد، بنیانگذار مذهب احمدیه

احمدیه یا قادیانیه که در هندوستان  به صورت رسمی خود را جماعت قادیانی اسلام که ریشه در تعلیمات و زندگی میرزا غلام احمد، بنیان‌گذار مذهب دارد که ادعای مهدویت و منجی‌گری می‌کرد. به این دلیل، در میان تشیع و اهل سنت به‌عنوان مذهب‌ای ارتدادی شناخته می‌شود. مذهب احمدیه از پیروان میرزا غلام احمد، به عنوان «قادیانی»، که نشات‌گرفته از  شهر محل تولد اوست، یاد می‌کنند. قادیان در گرداس پور پنجاب هند است.

## جمعیت
آمار درستی از طرفداران این مذهب به دلیل غیرقانونی بودنشان در بعضی از کشورها وجود ندارد. مذهب احمدیه دارای شهرهایی تماماً احمدی‌نشین در کشورهای هندوستان، پاکستان و بنگلادش است. همچنین با توجه به مهاجرت بسیاری از طرفداران این مذهب به اروپا، آمریکا، کانادا و چند کشور آفریقایی از جمله تانزانیا می‌توان طرفداران جماعت احمدیه را در حدود ۷ الی ۱۰ میلیون نفر تخمین زد.
طبق دانش نامه‌ی جهانی مسیحیت، احمدیه سریعترین رشد را بین شاخه‌های اسلام دارد.
گفتنی است که در حدود ۲۰۰هزار تن از پیروان مذهب احمدیه نیز در کشور اندونزی زندگی می‌کنند.

## محدودیت‌های مذهبی و مراکز عمده جماعت احمدیه
بعد از اخراج سومین خلیفه جماعت مسلمانان احمدیه از پاکستان، هم‌اکنون مرکز این جمعیت در کشور انگلستان قرار دارد و امروزه پنجمین خلیفه جماعت احمدیه در شهر لندن زندگی می‌کند. طرفداران مذهب احمدیه در ۲ شهر ربوه در پاکستان و قادیان در هندوستان اکثریت مطلق را دارند.
در پاکستان طرفداران این فرقه انجام فعالیت‌های مذهبی و برپایی مساجد خودشان را ندارند و شیوخ سنی و شیعه آن‌ها را «مرتد» و «گمراه» می‌خوانند.
اما در هندوستان طرفداران تفکر احمدی مشکل ابراز عقاید و فعالیت‌های مذهبی خودشان را ندارند و در آنجا آزادانه فعالیت می‌کنند. در انگلستان، استرالیا، کانادا و آمریکا جمعیت احمدیه دارای مساجد و طرفداران زیادی است که اکثر آنان را مهاجرین هندی و پاکستانی‌تبار تشکیل می‌دهند.
عربستان سعودی برای پیروان جماعت احمدیه روادید سفر حج صادر نمی‌کند و پیروان مذهب احمدیه حق ورود به اماکن مقدس اسلامی در عربستان سعودی را ندارند.

## احمدیه ستیزی
- در آوریل ۲۰۰۸ میلادی، گروهی مسلمانان افراطی در اندونزی، یک مسجد متعلق به مذهب اسلامی احمدیه را به آتش کشیدند و یک مدرسه مذهبی آنان را نیز ویران کردند.[۴]

## شاخه‌ها
بعد از مرگ میرزا غلام احمد، که خود را عیسی مسیح دوباره ظهور کرده و مهدی مسلمانان می‌خواند، پس از مدتی طرفداران وی بر سر چگونگی ادامه نهضت، رهنمود قرآن در مورد ختم پیامبران (۳۳–۴۰) و چگونگی جانشینی وی به دو دسته کاملاً متضاد تقسیم شدند که عبارت بودند از حرکت احمدیه لاهور و جماعت مسلمین احمدیه.

## پیش‌زمینه
پس از مرگ میرزا غلام احمد در سال ۱۹۰۸، رهبری جماعت احمدیه به دست حکیم نورالدین سپرده شد. پیروان جماعت احمدیه مدعی هستند که وی اسلام‌شناسی بی همتا بوده و اولین شخصی بوده‌است که پس از ادعای میرزا غلام احمد مبنی بر مسیح و مهدی موعود بودن با وی در سال ۱۸۸۹ بیعت کرد.
پس از مرگ وی در سال ۱۹۱۴ دوره‌ای از اختلافات و انشعابات در جماعت احمدیه شکل گرفت.

## حرکت احمدیه لاهور
عده‌ای از طرفداران وی خواهان تشکیل شورا و هیئتی از اُمنأ برای اداره جماعت احمدیه شدند. طرفداران این طرز فکر با شدید شدن اختلافات مذهبی و عقیدتی با طرفداران خلیفه‌گری، حرکت احمدیه لاهور را به مرکزیت لاهور تشکیل دادند.
گفتنی است که طرفداران حرکت احمدیه لاهور، میرزا غلام احمد را تنها یک شخصیت «اصلاح طلب و آگاه» و محمد را آخرین پیامبر با کتاب و چه بی کتاب خدا می‌دانند.

## جماعت احمدیه
طرفداران خلیفه‌گری که نگاهی کاملاً متفاوت به نقش میرزا غلام احمد داشتند، مدعی شدند که محمد آخرین پیامبر با کتاب خدا و میرزا غلام احمد «مسیح و مهدی موعود» و پیامبر بدون کتاب خدا بوده‌است.
به این ترتیب پس از مرگ حکیم نورالدین بروی در سال ۱۹۱۴، طرفداران خلیفه گری، پسر میرزا غلام احمد را به عنوان «خلیفه مسیح و مهدی دوم» برگزیدند.
امروزه خلیفه جماعت مسلمین احمدیه به وسیله نمایندگانی از سراسر کشورهایی که دارای جمعیت قابل توجه احمدی است انتخاب می‌شود و با اینکه اکثر خلفا از فرزندان و نسب میرزا غلام احمد بودند اما در آئین احمدی خلافت به صورت موروثی نیست و در کل خُلفا توسط نمایندگان جماعت احمدی در سرتاسر دنیا و به صورت مادام العمر انتخاب می‌شوند.

## خُلفای جماعت احمدیه
- خلیفه اول (۱۹۰۸–۱۹۱۴): حکیم نورالدین (۱۸۴۱–۱۹۱۴)
- خلیفه دوم (۱۹۱۴–۱۹۶۵): میرزا بشیرالدین محمود احمد (۱۸۸۹–۱۹۶۵)
- خلیفه سوم (۱۹۶۵–۱۹۸۲): میرزا ناصر احمد (۱۹۰۹–۱۹۸۲)
- خلیفه چهارم (۱۹۸۲–۲۰۰۳): میرزا طاهر احمد (۱۹۲۸–۲۰۰۳)
- خلیفه پنجم (۲۰۰۳- تا به امروز): میرزا مسرور احمد (۱۹۵۰–اکنون)

## آموزه‌های جمعیت احمدیه
پنج اصل بنیادین جمعیت احمدیه عبارت‌اند از: توحید، نماز، روزه، زکات و حج قابل ذکر است این جمعیت به چند باور اساسی که باورهای اکثریت قاطع مسلمانان جهان (سنی و شیعه) است اعتقاد ندارند.
از آن جمله پیروان مذهب احمدیه پیامبر مسلمانان را واپسین پیامبر نمی‌دانند و میرزا غلام احمد را به عنوان «منجی بشریت» همچنین «مهدی موعود» و «عیسی مسیح» معرفی می‌کنند.